# 京都府立八幡支援学校
京都府立八幡支援学校（きょうとふりつ やわたしえんがっこう）は、京都府八幡市にある府立特別支援学校。京都府立京都八幡高等学校南キャンパスと同じ敷地内に設置し、交流・共同学習を進めていくというユニークな試みを持っている。 

## 設置学部
- 小学部
- 中学部
- 高等部
  - 普通科
  - 福祉総合科（職業学科）　　介護職員初任者研修の取得を目指している

## 通学区域
- 八幡市
- 久御山町
- 福祉総合科については、山城教育局管内全域